# Issues Remixes
Issues Remixes es el segundo EP de la banda de rock Escape The Fate, siendo el primero con la casa Interscope Records, tras dejar Epitaph Records en el 2010. El EP sólo fue lanzado de manera en línea en tiendas virtuales el 11 de enero de 2011. El EP contiene cuatro remixes de diversas bandas electrónicas/DJs y fue producido por Bryan Money.

## Listado de canciones
| N.º | Título                                     | Duración |  |
| 1.  | «Issues (Jakwob Remix)»                    | 3:00     |  |
| 2.  | «Issues (Does It Offend You, Yeah? Remix)» | 3:47     |  |
| 3.  | «Issues (Wolves at the Gate Remix)»        | 3:43     |  |
| 4.  | «Issues (LA Riots Remix)»                  | 5:43     |  |

## Créditos
Escape the Fate
- Craig Mabbitt – Voces
- Max Green – Bajo, coros
- Bryan Money – Guitarras, electrónicos, coros
- Robert Ortiz – Batería

### Producción
- Bryan Money - Producción, masterización, mezcla

### Remixes
- Jakwob - DJ, Remixer
- Does It Offend You, Yeah? - Banda electrónica
- Wolves at the Gate (Jade Puget) - Remixer[5]
- LA Riots - DJ